# 수완초등학교
수완초등학교는 대한민국 광주광역시 광산구 비아동 장덕로 143에 있는 공립 초등학교이다.

## 학교 연혁
- 2008년 10월 2일 : 정식 개교

## 참고 자료
- 수완초등학교 - 한국교육학술정보원 학교알리미